# George Dougal
George Dougal (ur. 1876, zm. kwiecień 1941) – szkocki piłkarz, który występował na pozycji napastnika.
Dougal grał między innymi w Manchesterze City, do którego przyszedł z Hibernianu w marcu 1898. W sezonie 1898/1899, w którym zespół wywalczył pierwszy w historii klubu awans do Division One, rozegrał 31 meczów i zdobył 7 bramek. Po zakończeniu sezonu 1900/1901 odszedł do Glossop North End.